# ローラ・THL2
ローラ・THL2 (Lola THL2) は、チーム・ハースが1986年のF1世界選手権に投入したフォーミュラ1カー。デザイナーはニール・オートレイ。

## 開発
THL2はチームオーナーのカール・ハースの所有する設計会社、FORCE（Formula One Race Car Engineering）によって設計、製造された。FORCEの空力担当技術者の中には後に名を挙げるロス・ブラウンやエイドリアン・ニューウェイがいた。THL2は、ハートエンジンを搭載していたTHL1の発展型であった。基本設計はオートレイとジョン・ボールドウィンが担当し、空力面をロス・ブラウンが協力した。オートレイは「一見するとTHL1とTHL2は大きな違いを感じられないと思うだろうが、共通のコンポーネントは一つも無く、エンジンが前年のハート製より小さくなったのでずっと低くできた。空力的にかなり煮詰めた結果を投入した。」と設計コンセプトを述べている。
THL2の搭載したエンジンは新型のフォード-TEC、V6ターボエンジンで、イギリスのコスワース・エンジニアリングでキース・ダックワースが開発を担当。ターボチャージャーはギャレット(Garrett Motion)製が装着され900 bhp (671 kW; 912 PS)を発生。エンジン制御システムはF1での実績があるボッシュやウェバー、マレリと言った電子制御システムを買うのではなく、アメリカのフォード本社内にある電気電子部品部門が担当し、宇宙開発技術を含めた独自技術を投入した自信作「フォードEEC-1V」を採用し、フォードとしてはそれが困難な道でもこのシステムの導入に固執した。エンジン本体が非常にコンパクトな点も特徴で、そのサイズの小ささはシャシー設計担当者たちが初めて見たときに戸惑いすら見せたという小さいエンジンであった。しかし出力面で750 bhp (559 kW; 760 PS)のハートエンジンよりは出力が向上したものの、当時は1,300 bhp (969 kW; 1,318 PS)を発揮したルノーのV6エンジンや1,400 bhp (1,044 kW; 1,419 PS)を発揮したBMWの直4エンジンには劣っていた。この事実は、THL2がベストハンドリングカーと判断されるようになると、ジョーンズやタンベイにとってはフラストレーションのたまる原因となった。ジョーンズとタンベイは、予選で上位に上るためコスワースのダックワースに対してルノーやBMW、ホンダのようなよりパワーの出る予選用スペシャルエンジンを組み上げてくれるよう何度も要求した。しかしながらその要求は拒否された。ダックワースやフォード、コスワースはドライバーからの要求に対して、確立された信頼性の方がより良い成績に貢献すると信じていた。

## レース戦績
チームは前年と異なり2台体制でシーズンに臨んでいた。ドライバーは1980年のチャンピオンであるオーストラリア人ドライバーのアラン・ジョーンズと、チームメイトはフランス人ドライバーのパトリック・タンベイであった。THL2は2月20日には完成しエセックスのボーラムにあるイギリス・フォードのテストコースで走行が始められていたが、フォード側が195リットルに搭載量が制限された新燃料規定への対策を完全にクリアしてからエンジンを投入したいという慎重な姿勢によりエンジン熟成に時間が掛けられ、デビューはジョーンズの手によって4月27日の第3戦サンマリノGPとなった。
ジョーンズは1975年から81年にかけて12勝を挙げ、チーム・ハースでの初戦は1985年イタリアグランプリであった。タンベイはルノーファクトリーで2シーズンを過ごし、それ以前はフェラーリにも在籍していた。彼は3勝を挙げていたが、全てがフェラーリ在籍時代の物であった。
1986年シーズン、ジョーンズは4ポイントを獲得し、シーズン終了後にF1を引退した。タンベイはオーストリアで5位に入り2ポイントを獲得した。タンベイもシーズン終了後にF1を離れる。チーム自体もメインスポンサーのベアトリス・フーズが手を引いたことでF1から撤退する。THL2の予選における最高成績は、ハンガリーにおけるタンベイの6位で、パワーよりもハンドリングか重要となるハンガロリンクでこの成績を出したことはTHL2のハンドリングの良好さを証明することとなった。
前作のTHL1同様、THL2もローラと呼ばれたが、ローラ・カーズとの接点はチームオーナーのカール・ハースがローラ創設者のエリック・ブロードレイと知り合いであったという点しかなかった。

## F1における全成績
(key) （太字はポールポジション）
| 年     | チーム                    | エンジン           | タイヤ | ドライバー           | 1   | 2   | 3   | 4   | 5   | 6   | 7   | 8   | 9   | 10  | 11  | 12  | 13  | 14  | 15  | 16  | ポイント | 順位 |
| ------ | ------------------------- | ------------------ | ------ | -------------------- | --- | --- | --- | --- | --- | --- | --- | --- | --- | --- | --- | --- | --- | --- | --- | --- | -------- | ---- |
| 1986年 | チーム・ハース (USA) Ltd. | フォード TEC V6 tc | G      |                      | BRA | ESP | SMR | MON | BEL | CAN | DET | FRA | GBR | GER | HUN | AUT | ITA | POR | MEX | AUS | 6        | 8位  |
| 1986年 | チーム・ハース (USA) Ltd. | フォード TEC V6 tc | G      | アラン・ジョーンズ   |     |     | Ret | Ret | 11  | 10  | Ret | Ret | Ret | 9   | Ret | 4   | 6   | Ret | Ret | Ret | 6        | 8位  |
| 1986年 | チーム・ハース (USA) Ltd. | フォード TEC V6 tc | G      | パトリック・タンベイ |     |     |     | Ret | Ret | Ret |     | Ret | Ret | 8   | 7   | 5   | Ret | NC  | Ret | NC  | 6        | 8位  |
| 1986年 | チーム・ハース (USA) Ltd. | フォード TEC V6 tc | G      | エディ・チーバー     |     |     |     |     |     |     | Ret |     |     |     |     |     |     |     |     |     | 6        | 8位  |

## 参照
1. ↑  “STATS F1 - Lola THL2”.   Statsf1.com. 2010年8月23日閲覧。
2. 1 2 3 4 5  ローラTHL2・フォード 走り出したフォードV6ターボ オートスポーツ No.445 34-36頁 三栄書房 1986年5月1日発行